# Schönberg (près Thalfang)
Pour les articles homonymes, voir Schönberg.
Schönberg est une municipalité allemande située dans le land de Rhénanie-Palatinat et l'arrondissement de Bernkastel-Wittlich.
À proximité de la commune se dressent les menhirs de Schönberg.